# Лабораторія на чипі
Лабораторія на чипі (англ. lab-on-a-chip або micro total analysis systems, скор. LOC; μTAS), інакше мікросистеми повного аналізу — мініатюрний прилад, що дозволяє здійснювати один або кілька багатостадійних (біо) хімічних процесів на одному чипі площею від декількох мм2 до декількох см2 і використовує мікро-або наноскопічні кількості зразків для пробопідготовки та проведення реакцій.
Ці пристрої являють собою симбіоз кремнієвих чипів і матеріалів з дуже дрібними порами, діаметр яких вимірюється нанометрами. Можливості ЛНЧ дають змогу виробляти будь-який хімічний аналіз, а пріоритетна область їх застосування — аналізи ДНК. До переваг ЛНЧ можна віднести можливість масового виробництва і малі дози хімічних реактивів для їх роботи.
Технології виробництва МЕМС в чомусь схожі з технологіями виробництва комп'ютерних чипів, тому багато виробників чипів починають звертати увагу на МЕМС.

## Історія
Після винаходу мікротехнології (~1954 р.) для реалізації інтегрованих напівпровідникових структур для мікроелектронних мікросхем, ці технології, засновані на літографії, незабаром були застосовані у виробництві датчиків тиску (1966 р.). Завдяки подальшому розвитку цих, як правило, обмежених CMOS-сумісністю процесів, з'явився інструментарій для створення механічних структур мікрометрового та субмікрометрового розмірів на кремнієвих пластинах: розпочалася ера мікроелектромеханічних систем (МЕМС).
Поряд з датчиками тиску, датчиками подушок безпеки та іншими механічно рухомими структурами були розроблені пристрої для роботи з рідинами. Прикладами є: канали (капілярні з'єднання), змішувачі, клапани, насоси та дозуючі пристрої. Першою системою LOC-аналізу був газовий хроматограф, розроблений в 1979 році С. К. Террі в Стенфордському університеті. Однак лише наприкінці 1980-х — на початку 1990-х років дослідження в галузі ВЕРХ почали серйозно розвиватися, коли кілька дослідницьких груп в Європі розробили мікронасоси, витратоміри та концепції інтегрованої обробки рідин для аналітичних систем. Ці концепції µTAS продемонстрували, що інтеграція етапів попередньої обробки, які зазвичай виконуються в лабораторних умовах, може розширити функціональність простого датчика до повного лабораторного аналізу, включаючи додаткові етапи очищення і розділення.
Значний поштовх у дослідженнях і комерційному інтересі відбувся в середині 1990-х років, коли технології µTAS виявилися цікавим інструментарієм для застосування в геноміці, наприклад, для капілярного електрофорезу і ДНК-мікрочипів. Значний поштовх у підтримці досліджень також надали військові, особливо DARPA (Агентство передових оборонних дослідницьких проектів), зацікавившись портативними системами виявлення біологічних/хімічних бойових отруйних речовин. Додана вартість полягала не лише в інтеграції лабораторних процесів для аналізу, але й у характерних можливостях окремих компонентів і застосуванні до інших, не пов'язаних з аналізом, лабораторних процесів. Таким чином був введений термін «лабораторія на кристалі».
Хоча застосування ЛОК все ще є новим і скромним, спостерігається зростаючий інтерес компаній і прикладних дослідницьких груп в різних областях, таких як аналіз (наприклад, хімічний аналіз, моніторинг навколишнього середовища, медична діагностика і целоміка), а також синтетична хімія (наприклад, швидкий скринінг і мікрореактори для фармацевтики). Очікується, що окрім подальших розробок прикладних застосувань, дослідження в галузі систем LOC розширюватимуться і в напрямку зменшення масштабів структур для обробки рідин за допомогою нанотехнологій. Субмікрометрові і нанорозмірні канали, лабіринти ДНК, виявлення і аналіз окремих клітин і наносенсори можуть стати можливими, що дозволить знайти нові способи взаємодії з біологічними видами і великими молекулами. Було написано багато книг, які висвітлюють різні аспекти цих пристроїв, включаючи транспорт рідини, властивості системи, методи зондування та біоаналітичні застосування.

## Матеріали та технології виготовлення мікросхем
Основою для більшості процесів виготовлення БІС є фотолітографія. Спочатку більшість процесів були в кремнії, оскільки ці добре розвинені технології були безпосередньо отримані з виробництва напівпровідників. Через вимоги до специфічних оптичних характеристик, біо- або хімічної сумісності, нижчих виробничих витрат і швидшого створення прототипів були розроблені нові процеси, такі як травлення скла, кераміки і металів, осадження і склеювання, обробка полідиметилсилоксану (PDMS) (наприклад, м'яка літографія), обробка тіол-енових полімерів поза стехіометрією (OSTEmer), тривимірний друк на основі товстих плівок і стереолітографії, а також швидкі методи тиражування за допомогою гальванопластики, лиття під тиском і тиснення. Попит на дешеве та просте прототипування LOC призвів до створення простої методології виготовлення мікрофлюїдних пристроїв на основі PDMS: ESCARGOT (Embedded SCAffold RemovinG Open Technology). Ця технологія дозволяє створювати мікрофлюїдні канали в одному блоці PDMS за допомогою розчинного каркасу (виготовленого, наприклад, за допомогою 3D-друку). Крім того, сфера застосування LOC все більше виходить за межі між мікросистемними технологіями на основі літографії, нанотехнологіями та прецизійним машинобудуванням.

## Переваги
ЛОК можуть надавати переваги, які є специфічними для їх застосування. Типовими перевагами є:
- низька витрата об'єму рідини (менше відходів, менші витрати на реагенти і менший необхідний об'єм зразка для діагностики);
- більш швидкий аналіз і час відгуку завдяки короткій дифузійній відстані, швидкому нагріванню, високому співвідношенню поверхні до об'єму, малій теплоємності;
- кращий контроль процесу завдяки більш швидкій реакції системи (наприклад, термоконтроль екзотермічних хімічних реакцій) компактність систем за рахунок інтеграції великої функціональності при малих об'ємах;
- масове розпаралелювання завдяки компактності, що дозволяє проводити високопродуктивний аналіз;
- нижчі витрати на виготовлення, що дає змогу використовувати економічно ефективні одноразові мікросхеми, виготовлені в масовому виробництві;
- якість деталей може бути перевірена автоматично;
- безпечніша платформа для хімічних, радіоактивних або біологічних досліджень завдяки інтеграції функціональних можливостей, меншим об'ємам рідини та енергії, що зберігається.

## Недоліки
Найбільш помітними недоліками лабораторій на кристалі є:
- Процес мікро-виробництва, необхідний для їх виготовлення, є складним і трудомістким, вимагає як дорогого обладнання, так і спеціалізованого персоналу. Це може бути подолано завдяки останнім технологічним досягненням у сфері недорогого 3D-друку та лазерного гравіювання.
- Складна мережа рідинного приводу вимагає декількох насосів і з'єднувачів, де складно здійснювати точний контроль. Це можна подолати за допомогою ретельного моделювання, внутрішнього насоса, як-от вбудований чіп подушки безпеки, або за допомогою відцентрової сили для заміни насоса, тобто відцентрового мікрофлюїдного біочіпа.
- Більшість LOC є новими концептуальними розробками, які ще не повністю розроблені для широкого використання. Перед практичним застосуванням необхідні додаткові перевірки.
- У мікролітрових масштабах, з якими мають справу LOC, більш домінуючими є поверхнево-залежні ефекти, такі як капілярні сили, шорсткість поверхні або хімічні взаємодії. Це іноді може зробити відтворення лабораторних процесів в ЛОК досить складним і більш складним, ніж у звичайному лабораторному обладнанні.
- Принципи виявлення не завжди можуть позитивно впливати на масштабування, що призводить до низького співвідношення сигнал/шум.

## Глобальне здоров'я
Технологія «лабораторія на кристалі» незабаром може стати важливою частиною зусиль, спрямованих на поліпшення глобальної охорони здоров'я, зокрема, шляхом розробки пристроїв для тестування в місцях надання медичної допомоги. У країнах з обмеженими ресурсами охорони здоров'я інфекційні захворювання, які можна було б вилікувати в розвинених країнах, часто є смертельними. У деяких випадках бідні медичні клініки мають ліки для лікування певної хвороби, але не мають діагностичних інструментів для виявлення пацієнтів, які повинні отримувати ці ліки. Багато дослідників вважають, що технологія ЛОК може бути ключем до нових потужних діагностичних інструментів. Метою цих дослідників є створення мікрофлюїдних чіпів, які дозволять медичним працівникам у погано обладнаних клініках проводити діагностичні тести, такі як мікробіологічні аналізи культур, імунологічні аналізи та аналізи нуклеїнових кислот без лабораторної підтримки.

### Глобальні виклики
Для того, щоб чіпи можна було використовувати в районах з обмеженими ресурсами, необхідно подолати багато проблем. У розвинених країнах найбільш високо цінуються такі характеристики діагностичних інструментів, як швидкість, чутливість і специфічність; але в країнах, де інфраструктура охорони здоров'я менш розвинена, необхідно також враховувати такі атрибути, як простота використання і термін придатності. Наприклад, реагенти, які поставляються з чіпом, повинні бути розроблені таким чином, щоб вони залишалися ефективними протягом декількох місяців, навіть якщо чіп не зберігається в кліматично контрольованому середовищі. Розробники мікросхем також повинні враховувати вартість, масштабованість і можливість переробки, коли вони вибирають, які матеріали і технології виготовлення використовувати.

### Приклади глобального застосування ЛОК
Одним з найвідоміших і найвідоміших пристроїв ЛОК, що вийшли на ринок, є домашній тест на вагітність — пристрій, що використовує технологію мікрофлюїдики на паперовій основі. Іншою активною сферою досліджень у галузі ЛОК є способи діагностики та лікування поширених інфекційних захворювань, спричинених бактеріями, наприклад, бактеріурії, або вірусами, наприклад, грипу. Золотим стандартом діагностики бактеріурії (інфекції сечовивідних шляхів) є мікробний посів. Нещодавнє дослідження, засноване на технології «лабораторія на чіпі», Digital Dipstick, мініатюризувало мікробіологічну культуру у форматі тест-смужки і дозволило використовувати її в місцях надання медичної допомоги. Що стосується вірусних інфекцій, то хорошим прикладом є ВІЛ-інфекція. Близько 36,9 млн людей у світі сьогодні інфіковані ВІЛ, і 59 % з них отримують антиретровірусне лікування. Лише 75 % людей, які живуть з ВІЛ, знають про свій ВІЛ-статус. Вимірювання кількості CD4+ Т-лімфоцитів у крові людини є точним способом визначення наявності у людини ВІЛ-інфекції та відстеження прогресування ВІЛ-інфекції. На даний момент золотим стандартом для отримання кількості CD4 є проточна цитофлуориметрія, але проточна цитофлуориметрія — це складна методика, яка недоступна в більшості країн, що розвиваються, оскільки вимагає кваліфікованих фахівців і дорогого обладнання. Нещодавно такий цитофлуориметр був розроблений всього за $5. Інший активний напрямок досліджень ЛОК — для контрольованого розділення та змішування. В таких пристроях можна швидко діагностувати і потенційно лікувати захворювання. Як зазначалося вище, великою мотивацією для їх розробки є те, що вони потенційно можуть бути виготовлені за дуже низькою вартістю. Ще одна сфера досліджень, яка вивчається у зв'язку з ЛОС, — це безпека житла. Автоматизований моніторинг летких органічних сполук (ЛОС) є бажаною функцією для ЛОС. Якщо ця програма стане надійною, ці мікропристрої можуть бути встановлені в глобальному масштабі і сповіщатимуть власників будинків про потенційно небезпечні сполуки.

## Приклад ЛНЧ: біохімічний аналіз
Аналіз ґрунтується на реєстрації мікрочастинок, здатних намагнічуватися. У таких ЛНЧ-системах магнітний маркер у вигляді мікро- або нанокульок зчіплюється з поверхнею, пов'язаною з біологічним агентом. Спінтронний (тобто використовується не заряд електрона, а його спін) сенсор реєструє найменшу зміну магнітного поля, викликаного таким маркером.
Причому чутливість такої системи достатня для реєстрації навіть настільки малих кількостей біохімічного матеріалу, яким є хвороботворні мікроорганізми (патогени). За повідомленням фірми NVE, 4 грудня 2004 року в лабораторії була продемонстрована можливість реєстрації нікчемних часток (грам-молекул) патогенів, здатних, зокрема як сибірка, призвести до смертельного результату. Це була частина першої фази їх спільних робіт з DARPA, що дала можливість намітити подальший план.

## Рослинництво
Пристрої «лабораторія на чіпі» можуть бути використані для характеристики направлення пилкових трубок в Arabidopsis thaliana. Зокрема, рослина на чіпі — це мініатюрний пристрій, в якому можна інкубувати пилкові тканини та яйцеклітини для проведення досліджень в галузі рослинництва.